# Arthur Bell
Pour les articles homonymes, voir Arthur et Bell.
Arthur Bell (né près de Worcester le 13 janvier 1590 – mort le 11 décembre 1643) est un franciscain récollet anglais exécuté à Tyburn pendant la Guerre civile anglaise (1642-1649). 

## Biographie
Arthur Bell a vingt-quatre ans lorsqu'il quitte clandestinement l'Angleterre pour la Flandres où il s'inscrit au collège anglais de Saint-Omer en vue de devenir prêtre. Il continue sa formation au collège anglais de Valladolid. Attiré par la vie religieuse il entre chez les Franciscains en 1618 toujours en Espagne. Après son noviciat il intègre l'équipe de formation des prêtres au collège anglais de Douai. Parmi ses étudiants on retrouve Henry Heath, un autre franciscain anglais et futur martyr. Il est envoyé en Écosse en 1632 où il tente de restorer en vain l'ordre franciscain. En 1634 il retourne en Angleterre où il continue sa mission de prêtre pendant près de 10 ans. Il est arrêté à Stevenage dans le Hertfordshire et est envoyé dans la prison de Newgate.

### Son martyre
Selon la Gazette de Théophraste Renaudot :
« Le 21 [sic] de ce mois, un Prestre Recollect Anglois, profez de Doüay, nommé François Bel, âgé de quarante-huit ans, de grande doctrine & de sainte vie, fut ici pendu & traité en suite à la mode de ce païs: qui est de tirer les entrailles du patient encores vif, & lui en batre les jouës, puis mettre son corps en quartiers, & sa teste au bout d'une pique. Il fut condamné pour avoir, par obédience à ses Supérieurs, contrevenu à l'ordonnance de ce Royaume, qui défend aux Prestres Anglois d'y dire la Messe. Il souffrit ce supplice avec grande constance, entre six voleurs protestans exécutez avec lui; l'un desquels touché de sa résolution & du zele dont il exhortoit au gibet tous ses spectateurs, déclara hautement qu'il vouloit mourir Catholique, & receut l'absolution par le sieur Marchand Aumosnier du Comte de Harcourt, qui assista ce Religieux jusques à sa mort. » (De Londres, le 7 décembre 1643, Gazette, 1644 no. 5, Paris, Bureau d'Adresse, le 9 janvier 1644)

## Ses œuvres
Au cours de sa vie il écrivit une Histoire, la vie et les miracles de Jeanne de la Croix (Saint-Omer, 1625) et traduit de l'espagnol en anglais A brief Instruction how we should hear Mass (Bruxelles, 1624) d'André a Soto.

## Vénération
Arthur Bell a été béatifié le 22 novembre 1987 par le pape Jean-Paul II. Il est l'un des quatre-vingt-cinq Quatre-vingt-cinq martyrs d'Angleterre et de Galles béatifié par ce dernier et est fêté le 11 décembre.